# Grahamia (Plantae)
Grahamia, rod sukulentnog bilja iz porodice Anacampserotaceae, dio reda Caryophyllales. Pripada mu 6 priznatih vrsta iz Južne Amerike, Meksika i Auastralije.

## Vrste
1. Grahamia australiana (J.M.Black) G.D.Rowley, Sjeverni teritorij, Južna Australija, Queensland, Novi Južni Wales
2. Grahamia bracteata Gillies, Argentina
3. Grahamia coahuilensis (S.Watson) G.D.Rowley, Meksiko (Nuevo Leon, Coahuila, Zacatecas, San Luis Potosi, Queretaro, Hidalgo)
4. Grahamia frutescens (A.Gray) G.D.Rowley, Texas; Meksiko. Kew ga svrstava u v lastiti rod Talinopsis, kao Talinopsis frutescens A.Gray
5. Grahamia kurtzii (Bacigalupo) G.D.Rowley, Bolivija (Potosí, Tarija); Argentina (Catamarca, Jujuy, La Rioja, Salta)
6. Grahamia vulcanensis (Añón) G.D.Rowley, Argentina (Jujuy, Salta)